# Algenwein
Algenwein ist ein weinähnliches Getränk, das durch Fermentation von Algen entsteht.

## Entdeckung
Kieler Meeresbiologen entdeckten durch Zufall, dass ein lange gelagerter Algenextrakt, an den Sauerstoff gekommen war, von Farbe und Geruch an Sherry und Wein erinnert. Weitere Experimente führten nach drei Jahren Entwicklungszeit zum weltweit ersten Algenwein.

## Herstellung
Die für das Getränk verwendeten Braunalgen werden in der Ostsee in 6–10 m Tiefe gezüchtet. Die Algen werden fermentiert, eingemaischt und gären, mit Bakterien und Hefekulturen versetzt, zwölf Monate in großen Tanks bei Raumtemperatur. Der fertige Algenwein hat einen Alkoholgehalt von 11 bis 13 Prozent. Technisch gesehen handelt es sich um einen Wein – lebensmittelrechtlich darf das Getränk jedoch nicht als Wein bezeichnet werden, denn nach geltendem EU-Recht dürfen nur Getränke unter der Handelsbezeichnung Wein auf den Markt gebracht werden, wenn sie aus Weintrauben hergestellt werden. Die offizielle Bezeichnung ist derzeit „alkoholhaltiges Getränk auf Algenbasis“. Als völlig neues Nahrungsmittel fällt es zudem unter die Novel-Food-Verordnung.

## Vermarktung
Das Produkt wird von der Kieler Firma Ocean Wellness vermarktet, die auch eine Algenfarm betreibt. Algenwein soll derzeit nicht überregional vermarktet werden, ist also nur im Kieler Umland zu erwerben.